# مقاطعة هيكمان (كنتاكي)
مقاطعة هيكمان (بالإنجليزية: Hickman County)‏ هي إحدى المقاطعات في ولاية كنتاكي في الولايات المتحدة الأمريكية.

## أعلام
- روبرت بورنس سميث
- روبرت همفريز